# Boredoms
Boredoms (ボアダムス, Boadamusu), également connu sous le nom de V∞redoms, est un groupe de rock japonais, originaire d'Osaka. Le groupe est officiellement formé en 1986, bien qu'il existe des enregistrements maisons expérimentaux datant de 1982. La grande variété de leur production rend difficile tout classement dans un genre musical, mais on les qualifie généralement de noise rock, ou bien japanoise, bien que certains enregistrements récents[Quand ?] les rattachent plutôt au courant minimaliste, à l'ambient et à la percussion tribale.
La formation repose actuellement sur une base rythmique omniprésente et lancinante à trois batteries, habillée de façon diverse (guitares saturées à l'extrême, quelquefois utilisées comme instrument de percussion, cris gutturaux et tribaux, machines électroniques etc.).

## Biographie

### Formation et débuts

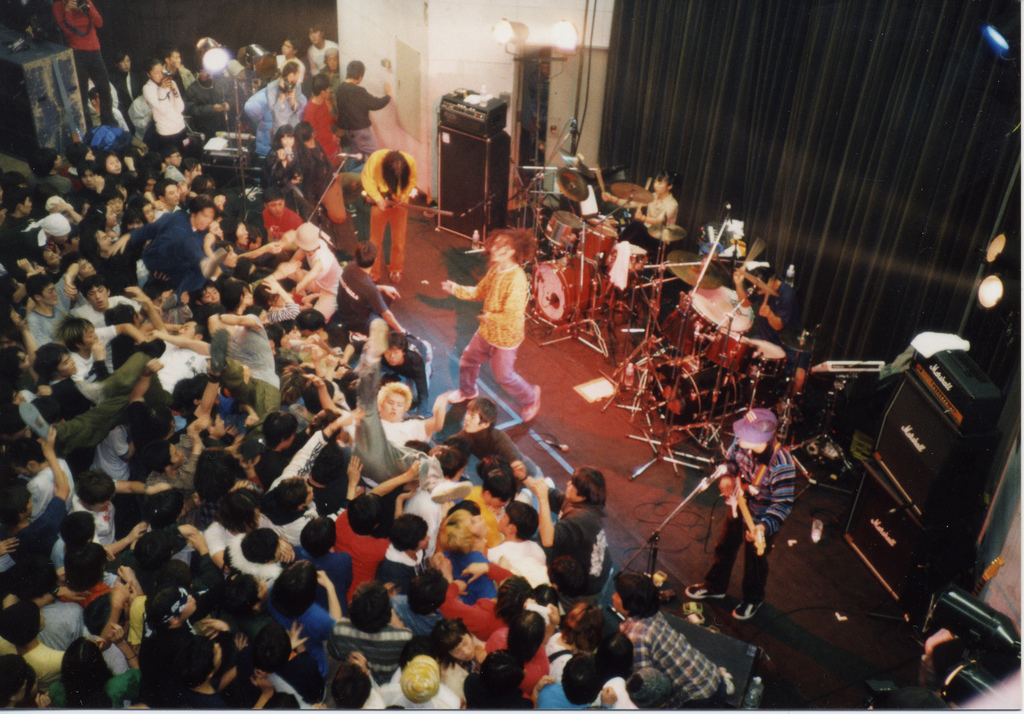
Boredoms en concert à l'université Meiji de Tokyo en 1996.

Boredoms est formé au début de l'année 1986, à l'initiative de Yamantaka Eye, à l'époque leader de Hanatarash, formation bruitiste et conflictuelle d'inspiration dadaïste, réputée pour ses spectacles destructeurs et sans considération pour la sécurité du public. L'héritage de Hanatarash est très présent dans les premières incarnations de Boredoms, qui réunissaient les anciens membres d'un groupe que Eye avait formé avec le batteur Ikuo Taketani, le guitariste Tabata Mitsuru (connu sous le nom de Tabata Mara), le bassiste Hosoi Hisato, et le chanteur Makki Sasarato, dénommé Acid Makki and Combi and Zombie. À cette époque, le son du groupe est caractérisé par des hurlements d'une extrême violence, proférés dans une langue imaginaire, des explosions bruitistes situées quelque part entre le punk rock et la no wave. Ils enregistrent la chanson "U.S.A.", pour une compilation sur cassette ; Yoshikawa Toyohito, un ami de Eye, remplace Taketani à la batterie peu de temps après. Après le départ de Sasarato pour des questions de divergences artistiques et le remplacement de Hosoi par Hira à la basse, le groupe change officiellement de nom pour Boredoms, en référence à une chanson des Buzzcocks intitulée Boredom (Boredom signifie « ennui » en anglais).
Le groupe étant parvenu à une relative stabilité, Eye et Tabata enregistrent le premier EP officiel, Anal by Anal, au milieu de 1986. Au début de l'année suivante, Tabata quitte le groupe (il rejoindra plus tard Zeni Geva), et se trouve remplacé par Seiichi Yamamoto à la guitare. En mars 1988, le groupe sort son premier LP, Osorezan no Stooges Kyo. Le jeu de batterie de Yoshikawa étant jugé insatisfaisant, ce dernier passe aux percussions et le groupe fait appel à Yoshimi P-We (qui avait déjà participé au projet connexe de Hanatarash, UFO or Die), devenant ainsi la première femme à intégrer le groupe. Yoshikawa quitte le groupe peu après, remplacé par Chew Hasegawa (actuel membre du groupe de doom Corrupted), puis par Kazuya Nishimura (connu sous le nom de scène Atari). Le son du groupe à cette époque est une sorte de punk abrasif et dissonant, résultat d'un intense travail en studio ; Eye cite Sonic Youth et Funkadelic comme influences, entre autres.

### Popularité grandissante

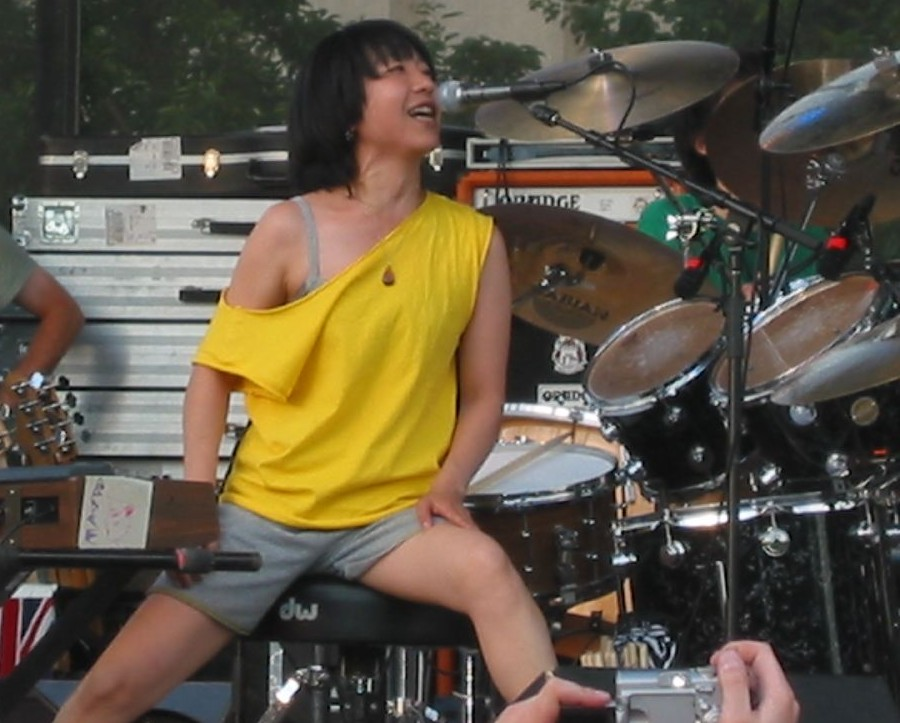
Yoshimi P-We en concert avec Boredoms en 2006.

Après la sortie de l'album de Boredoms Soul Discharge aux États-Unis, le groupe, qui connaît un succès grandissant, signe avec Warner Bros. Records au Japon, et aux États-Unis avec sa filiale Reprise Records. Avec la sortie de l'album Pop Tatari, acclamé par la critique et généralement considéré comme l'un des plus étranges albums jamais sortis chez un major, Boredoms prend la route et effectue une tournée aux côtés de Sonic Youth en 1992, avec Nirvana pour huit spectacles consécutifs fin octobre et début novembre 1993, et Brutal Truth en 1993. Au cours de cette même période, le groupe est sollicité par Steve Albini pour participer à une compilation qu'il prépare. Peu de temps après, Eye collabore de nouveau avec John Zorn pour le premier disque sorti sous son label Tzadik Records, un maxi publié sous le nom de Mystic Fugu Orchestra.
En 1994, au summum de sa popularité aux États-Unis, le groupe est sollicité pour jouer sur la grande scène du festival itinérant Lollapalooza, à l'occasion de la sortie de son album Chocolate Synthesizer. Ce dernier remporte un succès considérable pour un groupe expérimental ; il est rétrospectivement classé 72e dans le classement des meilleurs disques des années 1990 du magazine Alternative Press. Au début de 1994, Yoshikawa rejoint le groupe au chant et aux percussions mais le quitte à nouveau en fin d'année ; il est remplacé par EDA, présenté au groupe par le bassiste de Pavement, Mark Ibold. Reprise met fin au contrat qui le liait au groupe, et c'est Birdman Records qui distribue le maxi Super Roots dans un premier temps.

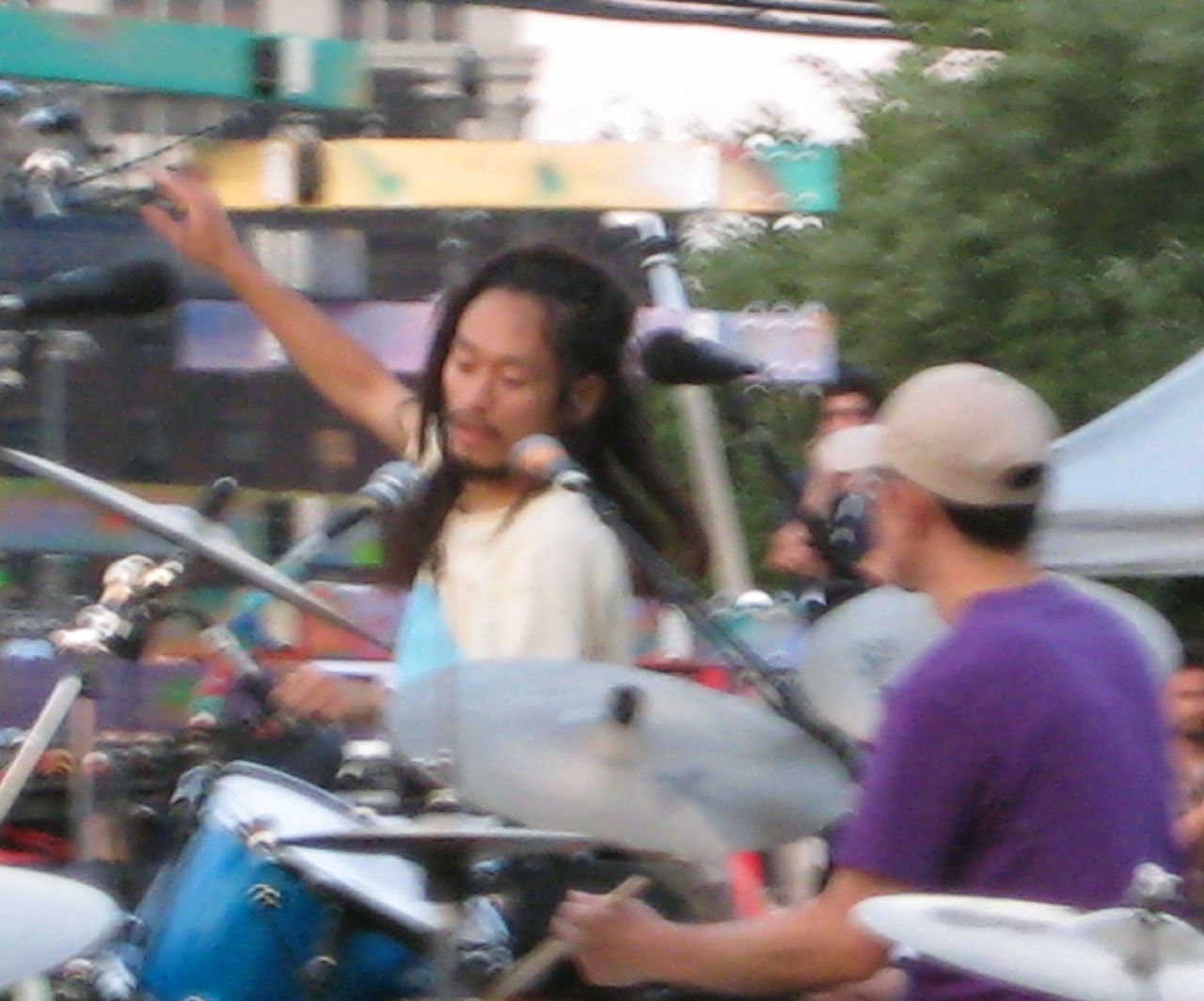
Boredoms en concert en 2007.

En 1998, Boredoms sort le maxi Super Go!!!!!, et le LP Super æ. Peu de temps après sa sortie initiale, limitée alors au Japon, Super æ reçoit les louanges de la presse musicale internationale et est reconnu comme un chef-d'œuvre de musique progressive et avant-gardiste. L'album est classé 44e dans le classement des 100 meilleurs albums des années 1990 de Pitchfork.
En 1999, le groupe sort Vision Creation Newsun au Japon. Eye fait un usage très personnel de différentes machines électroniques et de techniques de turntablism. L'album est souvent considéré comme le travail le plus achevé du groupe jusqu'à présent ; les critiques l'ont décrit comme la combinaison du punk rock haché et ultra rapide de leurs débuts avec un nouveau son « toujours aussi intense et hilarant, mais plus beau et plus expansif ». Par la suite, Eye supervise une série d'albums remix des anciennes productions de Boredoms par des DJs. Plus tard, Eye sort Rebore, vol. 0 en 2000, formé de remixes de sa propre conception. Boredoms semble avoir été mis en suspens pendant quelques années, ne publiant aucun disque et ne réalisant aucun concert, tandis que ses membres participaient à divers projets parallèles ou travaillaient avec d'autres groupes,.

### Dernières activités

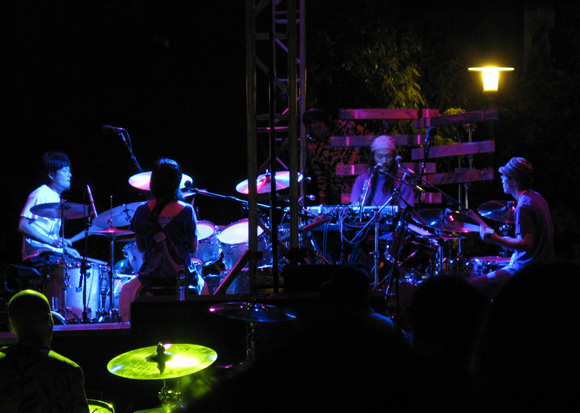
Boredoms, en concert à Los Angeles en 2008.

Des rumeurs affirmant que le groupe s'était séparé circulent, mais une nouvelle formation plus réduite et nommée V∞redoms refait surface en 2003, composée de Yamantaka Eye au chant, Izumi Kiyoshi (qui avait joué sur Vision Creation Newsun et Super æ) au synthétiseur, et Yoshimi P-We, Nishimura et EDA à la batterie et aux percussions.
À la fin 2004, la formation sort son premier album depuis quatre ans, Seadrum/House of Sun, dont la plus grande partie a en fait été enregistrée avant son bref hiatus. À cette occasion le groupe quitte Warner et signe sur le petit label japonais Commmons. Bien que ce disque ne soit pas accueilli avec le même enthousiasme que certaines productions précédentes, il reçoit globalement un accueil positif, avec un score total de 73 % sur Metacritic. EDA quitte plus tard le groupe et est remplacé par Yojiro Tatekawa.
Au début de 2007, le groupe sort Super Roots 9, le premier exemplaire de la série Super Roots depuis 1999, enregistré en concert le soir de noël 2004, ce qui en fait le second live officiel du groupe après le Wow 2 de 1993. En mai de la même année, le groupe joue trois concerts sous le nom de V∞redoms avec Sonic Youth au Japon. Au cours de concerts récents, Eye utilise un nouvel instrument baptisé « Sevener » ou « Sevena »,, constitué de sept manches de guitares suspendus qu'il utilise comme des percussions.

## Style musical et influences
Tout au long de sa carrière, Boredoms a parcouru un spectre musical étendu. Au départ un amoncellement de hurlements incompréhensibles, le groupe a peu à peu intégré des éléments venus du free jazz et de la musique électronique, avec un goût toujours prononcé pour des rythmiques très élaborées, dans la lignée d'autres groupes japonais comme Ruins. Leur musique reste inclassable, si « on a pu décrire Boredoms comme un croisement entre les Residents et les Beastie Boys », une constante de leur production reste sa violence exceptionnelle, qui en fait l'un des groupes « les plus extrémistes de l'avant-garde expérimentale ».
Aucun de leurs albums n'a été distribué en France, où ils ne sont donc disponibles qu'en import. Son univers musical est incontestablement marqué par les explorations sonores de Christian Vander et la multitude de talentueux musiciens qui l’ont accompagné. Curieusement, c’est un nom en référence à une esthétique musicale très différente que le groupe retiendra puisque Boredoms est une référence au célèbre titre Boredom du groupe punk anglais Buzzcocks. Boredoms a su trouver un public plus large que celui des musiques underground expérimentales en puisant son inspiration dans des styles jazz répétitifs aux reflets psychédéliques. Durant les années 1980 quelques amateurs de rock et de no wave trouveront dans ce kaléidoscope musical un vif intérêt et quelques musiciens célèbres des années 1990 (Nirvana ou Sonic Youth) citeront Boredoms comme une référence musicale de premier plan. Le groupe est aujourd’hui encore actif, avec un effectif réduit et sous le pseudonyme de Vooredoms.